# Biserka Višnjić
Biserka Višnjić (* 10. Oktober 1953 in Trogir, FVR Jugoslawien als Biserka Rožić) ist eine ehemalige kroatische Handballspielerin, die dem Kader der jugoslawischen Nationalmannschaft angehörte.

## Karriere
Višnjić spielte anfangs in ihrer Geburtsstadt beim Verein Ekonomist und wechselte später zum ŽRK Trešnjevka Zagreb, mit dem sie in der Saison 1981/82 den IHF-Pokal gewann. Anschließend lief sie für die japanische Mannschaft von Omron sowie für einen Verein aus der italienischen Stadt Palermo auf. Višnjić spielte zuletzt bei INA aus Sisak, bei dem sie im Alter von 40 Jahren nach einer Knieverletzung ihre Karriere beendete.
Višnjić bestritt 124 Länderspiele für die jugoslawische Nationalmannschaft, in denen sie 399 Treffer erzielte. Mit der jugoslawischen Auswahl gewann sie bei der Weltmeisterschaft 1973 in Jugoslawien die Goldmedaille, bei den Mittelmeerspielen 1979 in Jugoslawien die Goldmedaille, bei den Olympischen Spielen 1980 in Moskau die Silbermedaille, bei der Weltmeisterschaft 1982 in Ungarn die Bronzemedaille sowie bei den Olympischen Spielen 1984 in Los Angeles die Goldmedaille.  Bei den Olympischen Spielen 1980 wurde sie mit 33 Treffern Torschützenkönigin des Turniers.